# Weltmeisterschaften der Rhythmischen Sportgymnastik 2023
Die 40. Weltmeisterschaften der Rhythmischen Sportgymnastik fanden vom 23. bis 27. August 2023 in der spanischen Stadt Valencia statt.
Sie dienten als Hauptqualifikationswettkämpfe für die Wettbewerbe der Rhythmischen Sportgymnastik bei den Olympischen Sommerspielen 2024 in Paris.
Sportlerinnen aus Russland und Belarus waren aufgrund des Russisch-Ukrainischen Kriegs von einer Teilnahme ausgeschlossen.

## Siegerinnen
| Disziplin                 | Gold | Silber | Bronze |
| ------------------------- | --- | --- | --- |
| Mannschaft Mehrkampf      | Bulgarien Ewa Bresaliewa Borjana Kalejn Stilijana Nikolowa Sofija Iwanowa Kamelija Petrowa Rachel Stoyanov Radina Tomowa Schenina Traschliewa | Deutschland Margarita Kolosov Darja Varfolomeev Anja Kosan Daniella Kromm Alina Oganesyan Hannah Vester Emilia Wickert | Italien Milena Baldassarri Sofia Raffaeli Martina Centofanti Agnese Duranti Alessia Maurelli Daniela Mogurean Laura Paris Alessia Russo |
| Reifen                    | Darja Varfolomeev | Sofia Raffaeli | Fanni Pigniczki |
| Ball                      | Darja Varfolomeev | Sofia Raffaeli | Stilijana Nikolowa |
| Keulen                    | Darja Varfolomeev | Borjana Kalejn | Wiktorija Onoprijenko |
| Band                      | Darja Varfolomeev | Borjana Kalejn | Ekaterina Vedeneeva |
| Mehrkampf                 | Darja Varfolomeev | Sofia Raffaeli | Daria Atamanov |
| Gruppe Mehrkampf          | Israel Shani Bakanov Eliza Banchuk Adar Friedmann Romi Paritzki Ofir Shaham Diana Svertsov                                                    | China Ding Xinyi Guo Qiqi Hao Ting Huang Zhangjiyang Pu Yanzhu Wang Lanjing                                            | Spanien Ana Arnau Inés Bergua Mireia Martínez Patricia Pérez Salma Solaun                                                               |
| Gruppe 5 Reifen           | China Ding Xinyi Guo Qiqi Hao Ting Huang Zhangjiayang Pu Yanzhu Wang Lanjing                                                                  | Spanien Ana Arnau Inés Bergua Mireia Martínez Patricia Pérez Salma Solaun                                              | Italien Martina Centofanti Agnese Duranti Alessia Maurelli Daniela Mogurean Laura Paris Alessia Russo                                   |
| Gruppe 3 Bänder + 2 Bälle | Israel Shani Bakanov Eliza Banchuk Adar Friedmann Romi Paritzki Ofir Shaham Diana Svertsov                                                    | China Ding Xinyi Guo Qiqi Hao Ting Huang Zhangjiayang Pu Yanzhu Wang Lanjing                                           | Ukraine Jelysaweta Assa Diana Bajewa Daryna Duda Alina Melnyk Marija Wyssotschanska Oleksandra Juschtschak                              |

## Medaillenspiegel
| Rang   | Nation      | Gold | Silber | Bronze | Gesamt |
| ------ | ----------- | ---- | ------ | ------ | ------ |
| 1      | Deutschland | 5    | 1      | —      | 6      |
| 2      | Israel      | 2    | —      | 1      | 3      |
| 3      | Bulgarien   | 1    | 2      | 1      | 4      |
| 4      | China       | 1    | 2      | —      | 3      |
| 5      | Italien     | —    | 3      | 2      | 5      |
| 6      | Spanien     | —    | 1      | 1      | 2      |
| 7      | Ukraine     | —    | —      | 2      | 2      |
| 8      | Slowenien   | —    | —      | 1      | 1      |
| 8      | Ungarn      | —    | —      | 1      | 1      |
| Gesamt | Gesamt      | 9    | 9      | 9      | 27     |